# Xanthe
Xanthe és una característica d'albedo a la superfície de Mart, localitzada amb el sistema de coordenades planetocèntriques a 9.88 ° latitud N i 310 ° longitud E. El nom va ser aprovat per la UAI l'any 1958 i fa referència a groguenc, paraula grega que indica el groc que es torna cap al vermell.